# Donkersgang
De Donkersgang in Groningen loopt van de Oosterstraat naar de Gelkingestraat. De straat is vernoemd naar het geslacht Duncker. Oorspronkelijk bestond de gang uit twee smalle ingangen. De ingang aan de Gelkingestraat lag tussen nummer 44 en 46. Doordat nummer 44 is afgebrand is de ingang aan de Gelkingestraat visueel veel breder.

## Monumenten
In de Donkersgang staan twee panden die zijn aangewezen als gemeentelijk monument. Daarnaast zijn de twee panden lang de ingang aan de Oosterstraat, nummer 29 en 31, aangewezen als rijksmonument, terwijl aan de Gelkingestraat de gang begint naast het gemeentelijk monument op nummer 46.
| Adres         | Bouwjaar | Beschrijving | Monument  | Foto |
| ------------- | -------- | --- | --------- | ---- |
| Donkersgang 3 | 17e eeuw | Tweelaags pand met zadeldak, oorspronkelijk het achterhuis van Gelkingestraat 44 dat is afgebrand. Kap is in 2006 gerestaureerd en teruggebracht in oorspronkelijke vorm | GM 103896 |      |
| Donkersgang 5 | 18e eeuw | Pakhuis onder zadeldak, gebouwd tegen achtergevel Gelkingestraat 46. Zeldzaam gaaf pakhuis                                                                               | GM 103896 |      |

Achter de Muur · 
Akerkhof · 
Akerkstraat · 
Broerstraat · 
Brugstraat ·
Bruine Ruiterstraat ·
Burchtstraat · 
Butjesstraat ·
Carolieweg ·
Coehoornsingel · 
Donkersgang · 
Driften · 
Emmaplein · 
Folkingestraat · 
Folkingedwarsstraat ·
Ganzevoortsingel · 
Gasthuisstraatje ·
Gedempte Kattendiep ·
Gedempte Zuiderdiep ·
Gelkingestraat ·
Grote Kromme Elleboog ·
Grote Markt ·
Guldenstraat ·
Guyotplein ·
Haddingestraat ·
Haddingedwarsstraat ·
Hardewikerstraat ·
Hereplein · 
Herebinnensingel ·
Heresingel ·
Herestraat ·
Hoekstraat ·
Hofstraat ·
Hoge der A ·
Hoogstraatje ·
Jacobijnerstraat ·
Kleine der A ·
Kattenhage ·
Kleine Kromme Elleboog ·
't Klooster ·
Kostersgang ·
Koude Gat ·
Kreupelstraat ·
Kwinkenplein ·
De Laan ·
Lage der A ·
Lopende Diep ·
Lutkenieuwstraat ·
Marktstraat ·
Martinikerkhof ·
Munnekeholm ·
Muurstraat ·
Naberstraat ·
Nieuwe Boteringestraat ·
Nieuwe Ebbingestraat ·
Nieuwe Kerkhof ·
Nieuwe Kijk in 't Jatstraat ·
Nieuwe Markt ·
Nieuwstad ·
Noorderhaven ·
Oosterstraat ·
Ossenmarkt ·
Oude Boteringestraat ·
Oude Ebbingestraat ·
Oude Kijk in 't Jatstraat ·
Papengang ·
Pausgang · 
Pelsterstraat ·
Peperstraat ·
Poelestraat ·
Praediniussingel ·
Rademarkt ·
Radesingel ·
Reitemakersrijge ·
Rode Weeshuisstraat ·
Schoolstraat · 
Schoolholm · 
Schuitemakersstraat ·
Schuitendiep · 
Sieboldsgang · 
Singelstraat · 
Sint Jansstraat ·
Sint Walburgstraat ·
Spilsluizen ·
Stationsstraat ·
Steentilstraat ·
Stoeldraaierstraat · 
Torenstraat · 
Turfstraat ·
Turfsingel ·
Turftorenstraat ·
Ubbo Emmiussingel ·
Vismarkt ·
Visserstraat ·
Waagstraat ·
Zoutstraat ·
Zwanestraat